# Gunter Hempelmann
Gunter Hempelmann (* 19. Mai 1940 in Elmshorn, Kreis Pinneberg) ist ein deutscher Mediziner und emeritierter Professor für Anästhesiologie an der Justus-Liebig-Universität Gießen.

## Leben
Von 1960 bis 1966 studierte Hempelmann Humanmedizin an den Universitäten Erlangen und Hamburg. Im Jahr 1966 wurde er mit der Arbeit Die Blutdruckregelung bei Kranken mit angeborenen und erworbenen Angio-Kardiopathien zum Doktor der Medizin promoviert. Von 1966 bis 1967 war er Medizinalassistent am Krankenhaus Halle in Westfalen. Anschließend absolvierte er 1967/1968 ein praktisches Jahr am Institut für Anästhesie im Helsinki University Hospital, Universitäts-Zentralkrankenhaus Helsinkis (Finnland) bei Telivuo.
1968 erfolgte die Approbation, womit er als Arzt zugelassen wurde. In den Jahren 1968 bis 1978 war er bei Kirchner am Institut für Anästhesiologie der Medizinischen Hochschule Hannover tätig; 1972 wurde er dort Facharzt für Anästhesie und 1973 Oberarzt. Im Jahr 1973 folgte eine Habilitation für das Fach Anästhesie, Wiederbelebung und Intensivmedizin mit der Schrift Respiratorische und hämodynamische Probleme im anästhesiologischen Bereich. Ergebnisse einer fortlaufenden Sauerstoffpartialdruckmessung im Blut sowie der Herzzeitvolumen-Bestimmung mit der Kälteverdünnungsmethode. 1977 erhielt er eine außerplanmäßige Professur an der Medizinischen Hochschule Hannover.
Im Jahr 1978 wurde er Ordinarius an der Justus-Liebig-Universität Gießen und Direktor der Abteilung Anästhesiologie und Operative Intensivmedizin (heute Klinik für Anaesthesiologie, Intensivmedizin, Schmerztherapie) am Universitätsklinikum der Justus-Liebig-Universität, nach dessen Privatisierung am Universitätsklinikum Gießen und Marburg GmbH – Standort Gießen. Dort war er über 30 Jahre lang tätig.
In dieser Zeit war er an über 700 in Medline gelisteten Publikationen beteiligt und Mitherausgeber eines Standardwerkes für das Fach Anästhesie, Intensivmedizin, Notfallmedizin und Schmerztherapie.
Von 1991 bis 1993 war er Prodekan der Medizinischen Fakultät der JLU Gießen, im Jahr 1995 Geschäftsführender Direktor des Zentrums Chirurgie, Anästhesiologie und Urologie.
Hempelmann brachte sich in deutsche und internationale Fachgesellschaften ein und bekleidete dort verschiedene Ämter. Er war Mitglied im Aufsichtsrat des Pharma und Medizingeräteherstellers B. Braun Melsungen. 1998 war er Präsident der Deutschen Gesellschaft für Anästhesiologie und Intensivmedizin (DGAI).

## Ehrungen
- 1997: Ehrenmitglied der Gesellschaft für Anästhesiologie und Reanimation von Kasachstan
- 1998: Ehrendoktor der Medizinischen Fakultät der Universität Konya (Türkei)
- 2000: Ehrenmitglied der Ungarischen Gesellschaft für Anästhesiologie und Reanimatologie
- 2000: Ehrenmitglied der Tschechischen Gesellschaft für Anästhesiologie und Intensivmedizin
- 2000: Korrespondierendes Mitglied der Österreichischen Gesellschaft für Anästhesiologie, Reanimatologie und Intensivmedizin
- 2002: Ehrenmitglied der Bulgarischen Gesellschaft für Anästhesiologie und Intensivmedizin

## Skandal
2004 wurde er vom Präsidenten der Universität Gießen vorübergehend als Ordinarius suspendiert. Die Anzeige eines früheren Mitarbeiters wegen Durchführung klinischer Prüfungen ohne Votum der Ethikkommission und ohne Einverständnis der Patienten führte zu bundesweiten Hausdurchsuchungen bei seinen Oberärzten. 2010 erschien der Vorgang in einem anderen Licht. Joachim Boldt – einer seiner früheren Oberärzte, der sich bei ihm habilitiert hatte – wurde wegen Fälschung klinischer Prüfungen bzw. Durchführung klinischer Prüfungen ohne Ethikvotum und Patienteneinwilligung entlassen. Viele seiner Publikationen wurden zurückgezogen, darunter auch gemeinsam mit Hempelmann publizierte. Boldt und Hempelmann hatten zusammen mehr als 180 Publikationen in Gießen verfasst.

## Veröffentlichungen (Auswahl)
- mit Hans Anton Adams, J. Groh, H.-W. Harbach, A. Hoeft, Peter Sefrin und G. Wietasch: Inhalationsanästhesie (= AINS-Fortbildungsreihe Anästhesie I zur Fortbildung von Ärzten, Ärzten in Ausbildung, Studenten und medizinischem Personal). Glaxo Wellcome und IDM – Institut für Didaktik in der Medizin, Michelstadt 1998.
- Justus-Liebig-Universität Gießen: Abteilung Anaesthesioligie, Intensivmedizin, Schmerztherapie. In: Jürgen Schüttler (Hrsg.): 50 Jahre Deutsche Gesellschaft für Anästhesiologie und Intensivmedizin: Tradition und Innovation. Springer-Verlag, Berlin / Heidelberg / New York 2003, ISBN 3-540-00057-7, S. 403–409.